# Kevin Jared Hosein
Kevin Jared Hosein (Chaguanas, 6 settembre 1986) è uno scrittore trinidadiano.

## Biografia
Nato e cresciuto a Chaguanas, durante la sua giovinezza è stato avido lettore di Stephen King, Cormac McCarthy e del connazionale Harold Sonny Ladoo.
Professore di biologia nelle scuole secondarie, ha iniziato a dedicarsi alla letteratura scrivendo racconti. Uno di essi, The King of Settlement 4, ha vinto nel 2015 il Commonwealth Short Story Prize a livello regionale, mentre un altro, Passage, è risultato vincitore assoluto dello stesso premio nel 2018.
Dopo aver dato alle stampe tre libri dedicati ad un pubblico giovanile, nel 2018 ha pubblicato il suo primo romanzo per adulti, Anime insaziabili, ambientato nel 1940 nell'isola di Trinidad e ispirato nel titolo agli esseri soprannaturali denominati Preta.

## Opere

### Romanzi
- Anime insaziabili (Hungry Ghosts, 2023), Milano, NNE, 2024 traduzione di Antonio Matera ISBN 9791255750239.

### Libri per ragazzi
- Littletown Secrets (2013)
- The Repenters (2016)
- The Beast of Kukuyo (2018)

## Premi e riconoscimenti

### Vincitore
Commonwealth Short Story Prize
- 2018 con Passage[7]

Walter Scott Prize
- 2024 con Anime insaziabili[8]